# Dubrowa (rejon dzierżyński)
Dubrowa (biał. Дубрава, Dubrawa; ros. Дуброва, Dubrowa) – wieś na Białorusi, w obwodzie mińskim, w rejonie dzierżyńskim, w sielsowiecie Fanipol, nad Wiazynką.

## Historia
W XIX i w początkach XX w. położona była w Rosji, w guberni mińskiej, w powiecie mińskim.
Po I wojnie światowej pod administracją polską, w Zarządzie Cywilnym Ziem Wschodnich, w okręgu mińskim, w powiecie mińskim.
W wyniku postanowień traktatu ryskiego znalazła się w granicach Związku Sowieckiego. W latach 1932–1937 w Polskim Rejonie Narodowym im. Feliksa Dzierżyńskiego. Od 1991 w niepodległej Białorusi.